# الشتات البنجابي
- ਪੰਜਾਬੀ ਪ੍ਰਦੇਸ਼ੀ
- پنجابی ڈائیسپورا

الشتات البنجابي يشير إلى المهاجرين من عرقية البنجاب والذين هاجروا من منطقة البنجاب إلى باقي العالم. يشكل البنجابيون واحدة من أكبر العرقيات في كل من الشتات الهندي والباكستاني.